# Gai Cocceu Balb
Gai Cocceu Balb (en llatí: Gaius Cocceius Balbus) va ser un polític i militar romà dels últims temps de la República.
Formava part de la gens Cocceia, una família plebea originària d'Úmbria. Era partidari de Marc Antoni, com també ho va ser el seu parent Marc Cocceu Nerva, cònsol l'any 36 aC. Probablement va ser elegit pretor l'any 42 aC, i l'any 39 aC va se elegit cònsol sufecte, en substitució de Luci Marci Censorí.
Cap a l'any 35 aC era procònsol a Macedònia, o potser legat a Grècia. En aquest període les seves tropes el van proclamar imperator. Finalment va abandonar Marc Antoni la vigília de l'última Guerra Civil de la República Romana i va donar suport a Octavi quan es van divorciar Marc Antoni i Octàvia Menor, germana del futur emperador.